# ジョー・トゥイネアウ
ジョー・トゥイネアウ（Joe Tuineau、1981年8月18日 - ）は、トンガのラグビーユニオン選手。

## プロフィール
- フィジー・スバ出身[1]。
- ポジションはロック(LO)。
- 身長 203cm、体重 120kg
- トンガ代表通算キャップ数は30でワールドカップ2011・2015のトンガ代表に選ばれた[2]。

## 略歴
サウスランド、ハイランダーズ、モンペリエ、プロヴァンス、リヨンOU、USダクスを経て、2018年、ASベジエに加入。